# Oluf Rygh
Oluf Rygh (5 de septiembre de 1833 – 19 de agosto de 1899) fue un arqueólogo, filólogo e historiador noruego . Oluf Rygh es reconocido como uno de los fundadores de la arqueología profesional en Noruega. Dirigió la excavación en 1867 del barco de Tune ( Tuneskipet )

## Primeros años
Oluf Rygh nació en Verdal en Trøndelag, Noruega. Sus padres fueron Peder Strand Rygh (1800–1868) e Ingeborg Marie Bentsen (1809–1878). Era el hermano mayor del banquero Evald Rygh (1842-1913) y del miembro del Parlamento Karl Ditlev Rygh (1839-1915). Asistió a la escuela de la Catedral de Trondheim en 1850 y fue a la Universidad de Christiania para estudiar filología, donde se graduó en 1856. En 1858, a la vez que era profesor en Nissens Skole en Christiania, era investigador de historia. Posteriormente fue profesor de filología clásica, historia y lenguas escandinavas.

## Carrera

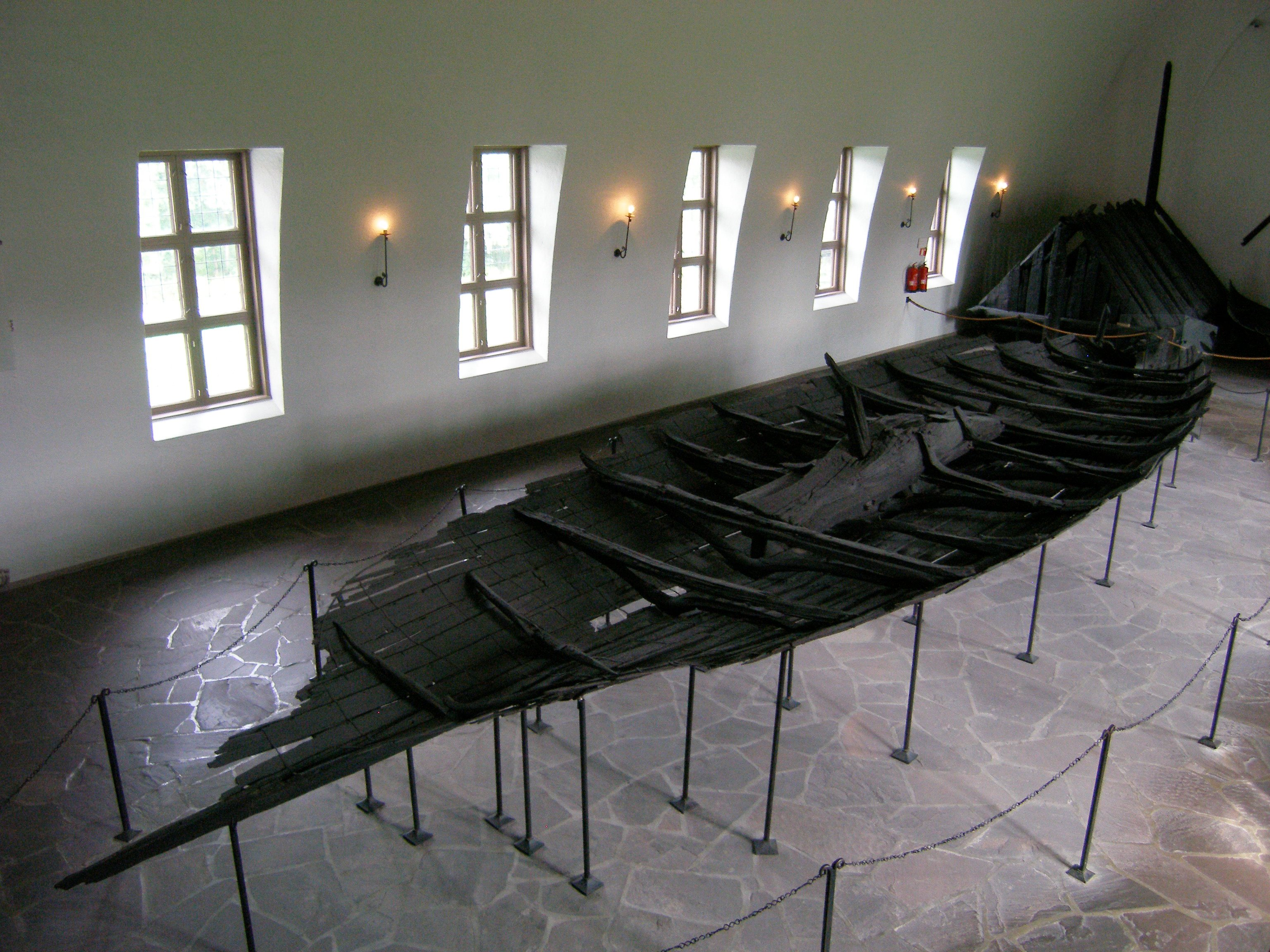
Rygh dirigió la excavación del barco de Tune

Rygh fue profesor de historia en la Universidad Real Frederick (actualmente Universidad de Oslo) entre 1866 y 1875. Fue director de Oldsaksamlingen (que posteriormente se convirtió en el Museo Cultural Histórico) desde 1862 y profesor de arqueología nórdica desde 1875 - el primer profesor de arqueología en cualquier universidad escandinava. Dirigió la excavación del barco de Tune en 1867. Su trabajo sobre las antigüedades noruegas Norske Oldsake (1885) es reconocido por sus ilustraciones detalladas e incluso hoy en día sigue siendo una fuente de referencia significativa. De 1879 a 1899 presidió la Asociación Histórica de Noruega.
Oluf Rygh es reconocido por la creación de un registro de nombres de granjas noruegas Norske Gaardnavne, que es un conjunto de 19 volúmenes basado en un manuscrito preparado entre 1897 y 1924. El libro contiene una notación estandarizada, información sobre pronunciación, formas históricas y la etimología de los nombres registrados de granjas, propiedades y mansiones en Noruega, que se convirtió en el estándar para los nombres de lugares en Noruega. Inspiró una investigación similar en Suecia y Dinamarca. Rygh murió en 1899 en Ulefoss en Holla, Telemark. En el momento de su muerte, solo se habían publicado tres volúmenes y medio.

## Legado
La calle "puerta de Oluf Ryghs" en Fagerborg lleva su nombre.

## Obra
ALgunas de sus publicaciones:
- 1869 – Om den ældre Jernalder i Norge (Sobre la antigua Edad del Hierro en Noruega)
- 1877 – Om den yngre Jernalder i Norge (Sobre la moderna Edad del Hierro en Noruega)
- 1885 – Norske Oldsaker (Norwegian Antiquities)
- 1897 – Norske Gaardnavne (un set de 19 volúmenes sobre "Nombres de granjas noruegas", partes del cual se completaron para su publicación después de su muerte por parte de otros investigadores)